# Mogo
Mogo, ou encore Mogo, la planète vivante est un personnage fictif du comics Green Lantern qui apparaît pour la première fois dans la bande dessinée américaine Mogo Doesn't Socialize (« Mogo ne fréquente personne » en français) scénarisée par Alan Moore, dessinée par Dave Gibbons et publiée par l'éditeur DC Comics dans Green Lantern #188 en mai 1985. Une suite intitulée Tygers, par Alan Moore et Kevin O'Neill, paraît dans Tales of the Green Lantern Corps Annual #2 en 1986, ainsi qu'un prologue intitulé In Blackest Night, par Alan Moore toujours et Bill Willingham, dans Tales of the Green Lantern Corps Annual #3 en 1987.
Mogo apparaît également dans les Green Lantern Corps, dans le spécial Green Lantern versus Aliens, ainsi que dans la série animée, et dans Green Lantern: Emerald Knights.

## La série d'Alan Moore

### Mogo Doesn't Socialize
Bolphunga, un terrible chasseur de primes, voulut affronter Mogo, considéré comme l'un des plus puissants Green Lantern. Il traqua son adversaire jusqu'à la planète où, apparemment, il vivait. 
Bolphunga a passé des années à le traquer sur cette planète, examinant les plantes pour trouver la moindre trace d’énergie verte, sans succès. Il mena par la suite, des examens plus approfondis de la planète, et fait une terrible découverte: Mogo était la planète elle-même. Paniqué face à cette réalisation, Bolphunga prit la fuite.

## La série animée
Dans la série d'animation Green Lantern, Mogo est assez différent de sa version des comics. Il fit sa première apparition dans l'épisode 6, La Planète Perdue.
Il est ici une planète de la frontière de l'Univers, doté de conscience, il attirait les criminels aux alentours et les gardait prisonniers afin de les empêcher de nuire. Il fut choisi par un anneau des Green Lantern, mais son cœur étant éloigné, l'anneau ne put s'y rendre, de plus sa vie était menacée par un astéroïde. Il fut sauvé par Hal Jordan, qui comprit rapidement que c'était la planète qui a été choisie par l'anneau, et permit à Mogo d'obtenir son anneau et ainsi détruire l'astéroïde grâce à ses nouveaux pouvoirs.
Dans l'épisode 12, Invasion. Mogo guida Saint Walker au sommet de sa plus haute montagne afin qu'il reçoive un anneau bleu, faisant de lui le premier Blue Lantern de l'Univers.
Dans l'épisode suivant, il aidera Kilowog, en compagnie de Saint Walker, à repousser la flotte des Red Lanterns. Grâce à la lumière bleue de l'espoir venant du Blue Lantern, ils purent désactiver entièrement Shard, empêchant l'invasion des Red Lanterns.

## Filmographie
- Green Lantern: Emerald Knights, réalisé par Chris Berkeley, Lauren Montgomery et Jay Oliva, 2011.
- Green Lantern, la série animée, 2011-2013.